# Johannes Jüngst
Johannes Jüngst (* 5. März 1871 in Drabenderhöhe; † 9. September 1931 in Hoffnungsthal) war ein deutscher evangelischer Geistlicher, Autor und rechtskonservativer Politiker.

## Leben
Jüngst wurde als ältestes Kind des Pfarrers Johannes Friedrich Jüngst und seiner Frau Luisa Carolina Wilhelmina Emilia, geb. Stoehr in Drabenderhöhe geboren, wo der Vater die Pfarrstelle bekleidete. Er besuchte die Schule in Siegen und Viersen, zuletzt das Gymnasium in Moers und bestand dort im Alter von nur siebzehn Jahren das Abitur. Anschließend studierte er evangelische Theologie in Straßburg, Halle (Saale) und Bonn. Jüngst war Mitglied des Evangelisch-theologischen Vereins. Das Lizentiatenexamen legte er mit einer Arbeit über die Quellen der Apostelgeschichte ab. Seine erste Stelle erhielt er in St. Johannisberg bei Kirn, wo er rund sechs Jahre lang wirkte. 1902 wurde er an die Jakobikirche in Stettin berufen.
In Stettin engagierte sich Jüngst auch als Schriftführer des Evangelischen Bundes für Stettin und Pommern. Er verfasste mehrere kirchengeschichtliche Werke und zahlreiche Zeitungs- und Zeitschriftenaufsätze sowie verschiedene Kirchenlieder, die er auch selbst vertonte.
Gegen Ende des Ersten Weltkriegs wandte sich Jüngst der Politik zu. Er übernahm in Stettin den Vorsitz der Deutschen Vaterlandspartei (die in Stettin unter der Bezeichnung „Vaterlandsbund“ agierte), galt als eines ihrer führenden Mitglieder in Pommern und gehörte auch dem Reichsausschuss der Partei an. Nach Kriegsende schloss er sich der Deutschen Volkspartei an, für die er als Redner auftrat. Daneben war er Vorsitzender der Stettiner Ortsgruppe des Vereins für das Deutschtum im Ausland.
Im Herbst 1931 erlag er kurz nach der Rückkehr von einer Reise zu Verwandten in Schottland einem Herzschlag.

## Schriften
- Amerikanischer Methodismus in Deutschland: und Robert Pearsall Smith – Skizze aus der neuesten Kirchengeschichte, Gotha 1875; hansebooks, 2017, ISBN 978-3-7436-2187-9.
- Die Quellen der Apostelgeschichte, Gotha 1895.
- Ist die Hoffnung auf ein Wiedersehen nach dem Tode christlich? Ein Friedhofsgespräch, Gießen 1899.
- Kultus- und Geschichtsreligion (Pelagianismus und Augustinismus). Ein Beitrag zur religiösen Psychologie und Volkskunde, Gießen 1901.
- Christenthum u d Religionsgeschichte, Gießen 1902.
- Das evangelisch-kirchliche Leben der Rheinprovinz, Halle 1902.
- Kirchengeschichtliches Lesebuch für den Unterricht an höheren Lehranstalten, mit Heinrich Rinn, Tübingen 1903.
- Pietisten (= Religionsgeschichtliche Volksbücher), IV.1, Tübingen 1906.
- Dogmengeschichtliches Lesebuch, mit Heinrich Rinn, Tübingen 1910.